# Gino Bartali
Gino Bartali (Bagno a Ripoli, 18 luglio 1914 – Firenze, 5 maggio 2000) è stato un ciclista su strada e dirigente sportivo italiano.
Professionista dal 1934 al 1954, soprannominato Ginettaccio per via del suo carattere, vinse tre Giri d'Italia, di cui due consecutivi, (1936, 1937, 1946) e due Tour de France (1938, 1948), oltre a numerose altre corse tra gli anni trenta e cinquanta, tra le quali spiccano due Giri di Svizzera consecutivi, quattro Milano-Sanremo, tre Giri di Lombardia e un Giro di Romandia.
In particolare la sua vittoria al Tour de France 1948, a detta di molti, contribuì ad allentare il clima di tensione sociale in Italia dopo l'attentato a Palmiro Togliatti. La carriera di Bartali fu comunque notevolmente condizionata dalla seconda guerra mondiale, sopraggiunta proprio nei suoi anni migliori; nel 2013 è stato dichiarato Giusto tra le nazioni per la sua attività a favore degli ebrei durante la seconda guerra mondiale.
Riconosciuto come uno dei più grandi corridori italiani e mondiali di sempre, fu grande avversario di Fausto Coppi, di cui era più vecchio di cinque anni: leggendaria fu la loro rivalità, che divise l'Italia nell'immediato dopoguerra (anche per le presunte diverse posizioni politiche dei due): celebre nell'immortalare un'intera epoca sportiva – tanto da entrare nell'immaginario collettivo degli italiani – è la foto che ritrae i due campioni mentre si passano una bottiglietta d'acqua durante l'ascesa al Col du Galibier al Tour de France 1952.

## Carriera

### Gli inizi

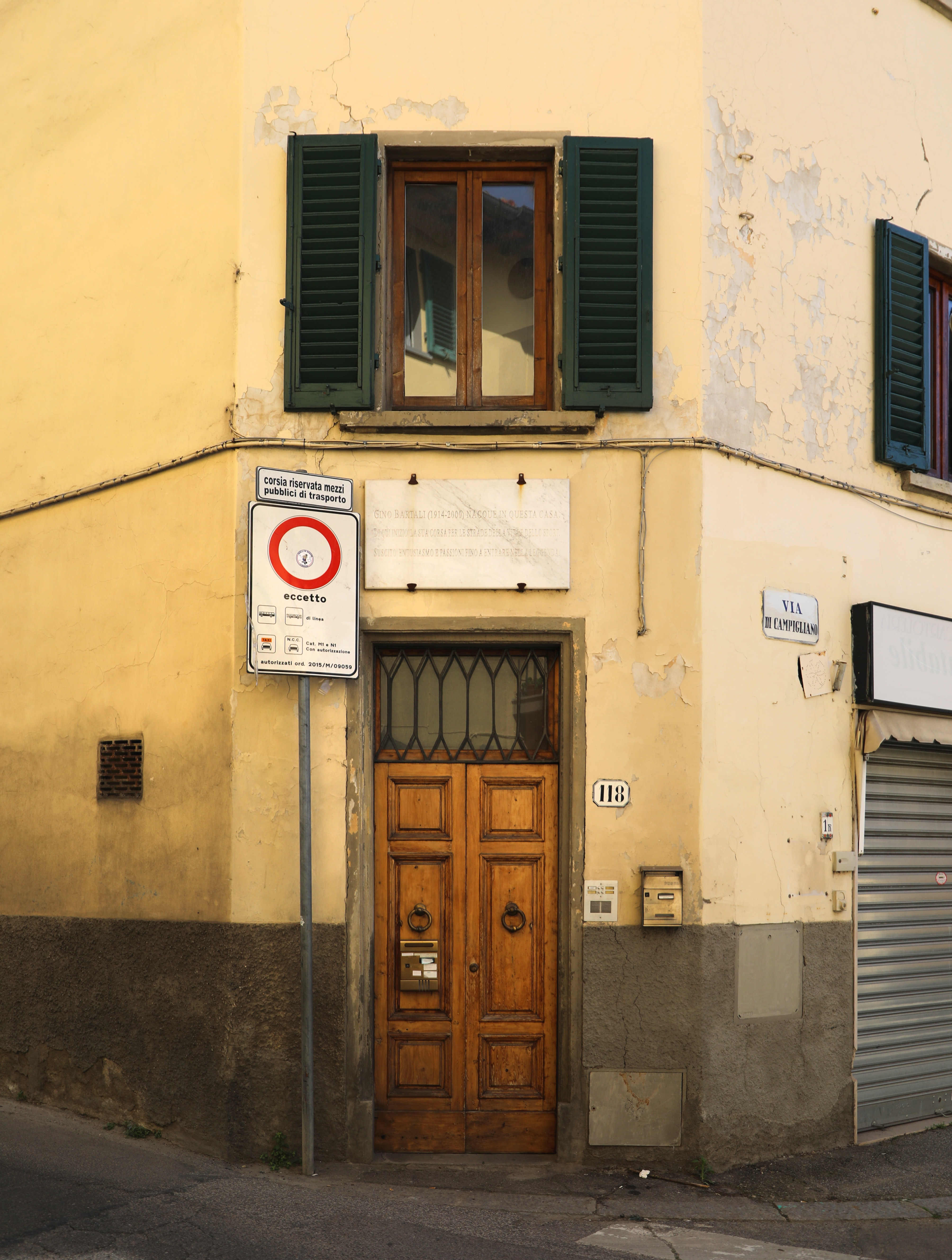
La casa natale di Bartali

Figlio di Torello Bartali (1885-1975) e Giulia Sizzi, Gino Bartali nacque a Ponte a Ema (in quel periodo frazione di Bagno a Ripoli e divenuta in seguito territorio comunale di Firenze) ed esordì come ciclista dilettante nei primi anni trenta con la Società Sportiva "Aquila" di Ponte a Ema. Nel 1934 vinse la quinta edizione della Coppa Bologna, valida come terza prova del Campionato toscano dilettanti, e con questa vittoria si laureò campione di Toscana; fece sua anche, in Veneto, la Bassano-Monte Grappa per scalatori. Nel 1935 si sentì pronto al passaggio al professionismo, ma si iscrisse alla Milano-Sanremo come indipendente. Incredibilmente si trovò in testa dopo avere staccato Learco Guerra, ma, sia a causa di un guasto meccanico sia a seguito del disturbo creato dal direttore de La Gazzetta dello Sport Emilio Colombo, venne ripreso e arrivò quarto in volata. Venne quindi ingaggiato dalla squadra torinese Fréjus, con la quale corse il suo primo Giro d'Italia, finendo settimo con una vittoria di tappa. Proseguì la stagione con le vittorie alla Reus-Barcellona-Reus, in agosto al Giro dei Paesi Baschi (vincendo anche tre tappe), alla Coppa Bernocchi e nella classifica a punti del Campionato italiano.
Nel 1936 passò alla Legnano, diretta da Eberardo Pavesi e capitanata da Learco Guerra, il quale, intuite le qualità del nuovo arrivato, si mise al suo servizio come gregario per permettergli il successo alla "Corsa rosa" di quell'anno, successo che arrivò in modo trionfale per il toscano, con tre vittorie di tappa. Pochi giorni dopo Bartali pensò seriamente di abbandonare la carriera in seguito alla morte del fratello minore Giulio, avvenuta a causa di un incidente in una gara di dilettanti. L'anno si chiuse con la vittoria al Giro di Lombardia.

Bartali all'età di 21 anni (1935)

Nel 1937, ormai capitano della Legnano e numero uno del ciclismo italiano, vinse il suo secondo Giro d'Italia e fu designato come capitano della Nazionale per tentare la conquista del Tour de France, vinto solo due volte da un italiano, Ottavio Bottecchia, nel 1924 e nel 1925. Mentre era in maglia gialla, una brutta caduta nel torrente Colau durante la tappa Grenoble-Briançon, con conseguenti ferite alle costole, e una grave bronchite lo costrinsero però al ritiro. Tra settembre e ottobre si aggiudicò quindi il Giro del Lazio, valido come Campionato italiano in prova unica, e il Giro del Piemonte. Sempre nel 1937 divenne terziario carmelitano con il nome di Fra Tarcisio di S. Teresa di Gesù Bambino.
Nel 1938 fu spinto dal regime fascista a saltare il Giro d'Italia per preparare il Tour de France, nel quale trionfò, aggiudicandosi anche due vittorie di tappa, e alla cui premiazione rifiutò di rispondere con il saluto romano. L'anno dopo riuscì finalmente a vincere la Milano-Sanremo, ma, malgrado quattro vittorie di tappa, perse il Giro d'Italia a favore di Giovanni Valetti. Nel finale di stagione fece comunque suo per la seconda volta il prestigioso Giro di Lombardia.

### 1940-1942: il Giro di Fausto Coppi e il Giro di guerra
Nel 1940 Bartali conquistò il successo alla Milano-Sanremo e si preparò per cercare di vincere il suo terzo Giro d'Italia. Nella squadra della Legnano era arrivato un promettente ragazzo alessandrino di nome Fausto Coppi, voluto da Bartali stesso come gregario. Durante la seconda tappa, la Torino-Genova, attardato da una foratura, Bartali cadde e si fece male a causa di un cane che gli tagliò la strada nei pressi di Boasi proprio mentre si stava ricongiungendo alla testa della corsa. Pavesi, direttore del team, decise allora di puntare su Coppi, che era il meglio piazzato in classifica. All'arrivo della tappa Bartali fece i complimenti a Coppi e si mise al suo servizio, come aveva fatto Guerra con lo stesso Bartali nel 1936. Proprio su una salita sulle Alpi, Bartali era davanti di poche decine di metri a Coppi, che era alle prese con la classica "cotta" e forti dolori alle gambe. Fausto stava per scendere dalla bici con l'intenzione di lasciare la corsa. Bartali se ne accorse, tornò indietro, e ricordandogli i sacrifici fatti, riuscì a farlo risalire in bicicletta urlandogli: «Coppi, sei un acquaiolo! Ricordatelo! Solo un acquaiolo!». Bartali intendeva dire che chi non si impegna fino allo spasimo non è un vero ciclista, ma soltanto un acquaiolo, cioè un portatore d'acqua, un gregario, non un campione. A Bartali piaceva mangiare e bere anche prima delle gare, a differenza di Fausto Coppi che era molto attento alla dieta.

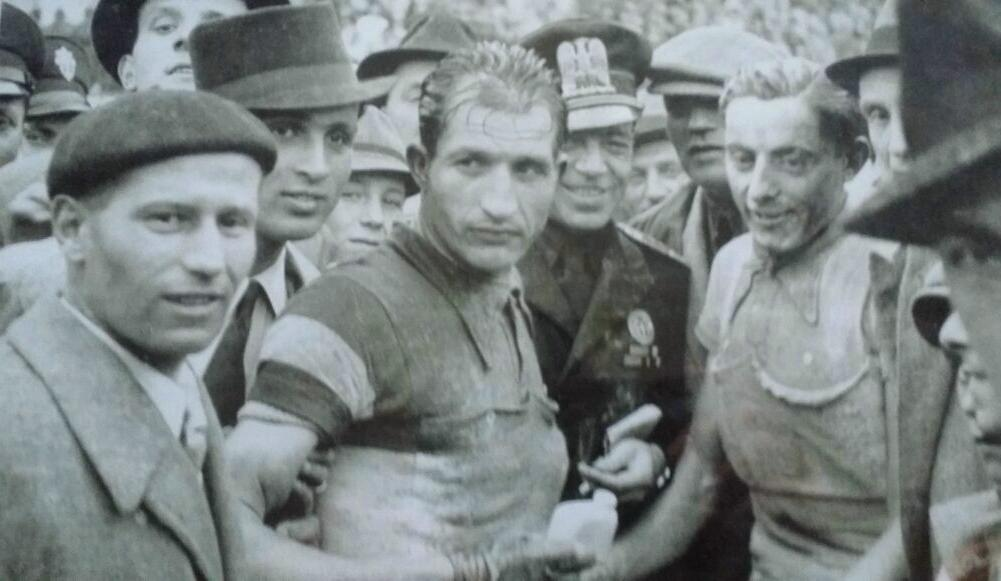
Fausto Coppi e Bartali nel 1940

Coppi alla fine vinse il Giro. La corsa, già disertata dagli stranieri, si chiuse il giorno prima dell'entrata in guerra dell'Italia. A fine stagione Bartali si aggiudicò il suo secondo Giro di Lombardia consecutivo, terzo assoluto. Il Giro d'Italia 1940 fu l'ultima edizione della "Corsa rosa" prima della guerra: nel 1941 non venne, infatti, organizzato. Ciò nonostante, nel 1942 si tenne il Giro d'Italia di guerra, una competizione di otto prove "classiche" del calendario italiano, con classifica a punti e la maglia rosa come simbolo distintivo del leader; Bartali, pur non vincendo alcuna delle otto prove, conquistò la classifica finale della corsa con 25 punti, due in più del compagno alla Legnano Pierino Favalli.

### La guerra
Fra il settembre 1943 e il giugno 1944, costretto a lavorare come riparatore di ruote di biciclette e indossata la divisa della Guardia Nazionale Repubblicana, Bartali si adoperò in favore dei rifugiati ebrei come membro dell'organizzazione clandestina DELASEM, compiendo numerosi viaggi in bicicletta dalla stazione di Terontola-Cortona fino ad Assisi, trasportando documenti e foto-tessere nascosti nei tubi del telaio della bicicletta affinché una stamperia segreta potesse falsificare i documenti necessari alla fuga di ebrei rifugiati, tanto che nel 2006 il Presidente della Repubblica Carlo Azeglio Ciampi gli conferì la medaglia d'oro al merito civile per avere contribuito al salvataggio di «circa 800 cittadini ebrei». Israele ha inoltre riconosciuto il suo impegno e nel 2013 è stato nominato "Giusto fra le Nazioni".
Ricercato dalla polizia, sfollò a Città di Castello, dove rimase cinque mesi, nascosto da parenti e amici.

### 1945-1947: il dopoguerra e il terzo Giro d'Italia

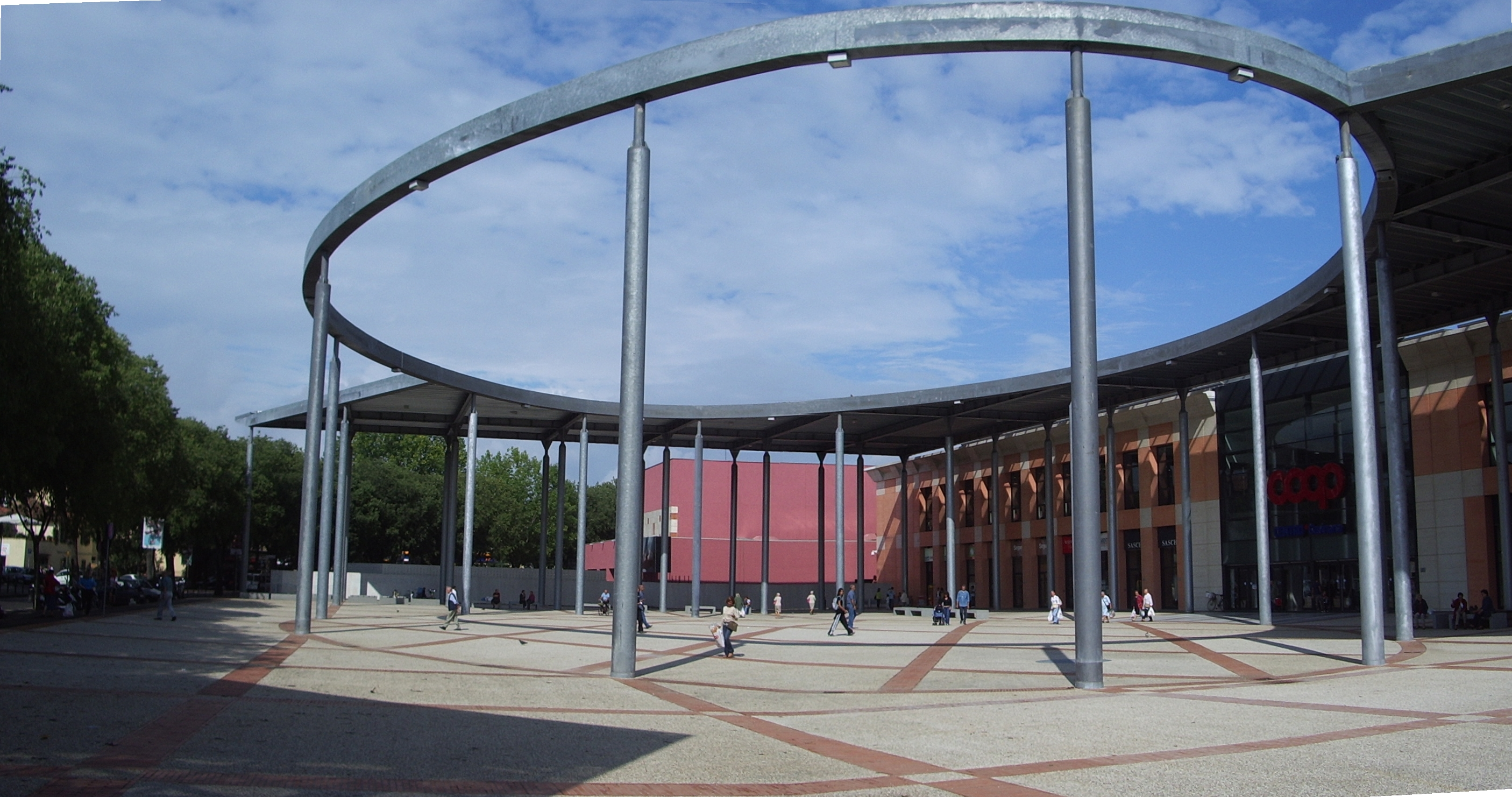
Piazza Gino Bartali a Firenze

Ripresa la carriera nel 1945 con i colori della S.S. Tempora di Bettolle, Bartali, ormai trentunenne, era dato per "finito"; nel frattempo Fausto Coppi, di cinque anni più giovane, era considerato l'astro nascente, benché la prigionia in tempo di guerra gli avesse reso difficile la ripresa dell'attività. Nel mese di ottobre Bartali vinse comunque una tappa e la classifica finale del Giro delle Quattro Provincie del Lazio, e il Giro di Campania.
Nel 1946, dopo una primavera in cui fece suoi il Trofeo Matteotti a Pescara e il Campionato di Zurigo, vinse il suo terzo Giro d'Italia, pur senza successi parziali, prendendo la maglia rosa a Vito Ortelli al termine della tappa di Auronzo di Cadore; Coppi, passato alla Bianchi, terminò alle sue spalle a soli 47 secondi. Bartali stravinse poi il Giro di Svizzera con quattro successi di tappa e il Premio della montagna. Nel frattempo Jacques Goddet fondava un nuovo quotidiano, L'Équipe, e si preparava per l'anno dopo a riprendere l'organizzazione del Tour de France in un paese da ricostruire.
Nel 1947 Bartali vinse la Milano-Sanremo e perse il Giro d'Italia per 1'43" a favore di Coppi, anche per un banale guasto meccanico. Conquistò comunque il successo al Giro di Svizzera, all'epoca la più ricca, e una tra le più prestigiose, tra le corse a tappe. Saltò invece il Tour de France, con la Nazionale azzurra che ottenne il terzo gradino del podio con l'italo-francese Pierre Brambilla; in chiusura di stagione fu secondo al Giro di Lombardia, alle spalle di Coppi.

### 1948: il trionfo al Tour de France
La prima parte del 1948 vide Bartali lontanissimo da Coppi, vincitore in solitaria alla Milano-Sanremo, ma capace di imporsi al Giro di Toscana e al Campionato di Zurigo. Attardato da una caduta al Giro d'Italia, terminò solo ottavo nella "Corsa rosa", facendo da spettatore a una conclusione che vide Coppi ritirarsi per protesta per la mancata squalifica di Fiorenzo Magni a causa delle spinte ricevute in salita (spinte che costarono il Giro a Ezio Cecchi, giunto secondo a soli undici secondi da Magni). Al successivo Tour de France Bartali fu l'unico tra i big a potere rappresentare l'Italia (Coppi non si riteneva pronto e Magni non era "gradito" ai francesi per ragioni politiche, essendo sospettato di simpatie fasciste), e venne così designato capitano. Messa in piedi una "squadra da quattro soldi", come era stata definita, si apprestò al più grande trionfo della carriera.
Malgrado la non eccelsa squadra, l'astio dei francesi nei confronti degli italiani e l'età (con i suoi 34 anni era uno dei più anziani corridori presenti), entrò nel mito del Tour. Leggendaria in particolare fu la fuga sulle Alpi che gli consentì di vincere la Cannes-Briançon, attraverso il Colle d'Allos, il Colle di Vars e il Colle dell'Izoard (dove è ricordato con una stele), recuperando gli oltre venti minuti di svantaggio che lo separavano da Louison Bobet. Il giorno successivo vinse nuovamente nella tappa da Briançon a Aix-les-Bains, di 263 km, attraverso i colli del Lautaret, del Galibier della Croix-de-Fer, del Coucheron e del Granier, conquistando la maglia gialla.

Bartali alla vigilia della Milano-Sanremo 1950

Secondo molti l'impresa di Bartali aiutò a distogliere l'attenzione dall'attentato di cui era stato vittima Palmiro Togliatti, allora segretario del PCI, avvenimento che aveva provocato una grande tensione politica e sociale in Italia, che rischiava di sfociare in una guerra civile. È comprovato che Alcide De Gasperi telefonò allo stesso Bartali, amico, estimatore e compagno dell'Azione Cattolica, per incitarlo, chiedendogli un'impresa epica che potesse rasserenare gli animi, la sera della vigilia della Cannes-Briançon. Erano passati 10 anni dall'impresa del 1938 sui medesimi colli, e ora aveva un distacco di 21 minuti da Louison Bobet, maglia gialla. Durante il corso della tappa fu seguito da Vittorio Pozzo, che al suo attacco sul Colle dell'Izoard gli gridò: "Sei immortale". Vincendo stabilì il record della distanza maggiore in anni fra il primo e l'ultimo Tour vinto (10 anni, ancora ineguagliato). Al rientro dalla Francia il campione venne ricevuto dallo stesso De Gasperi, che gli chiese cosa avrebbe voluto in regalo per quell'impresa: Bartali, si racconta, chiese di non pagare più le tasse.
L'anno si chiuse con il disastroso campionato del mondo su strada di Valkenburg in cui lui e Coppi, strafavoriti, anziché collaborare rimasero nelle retrovie controllandosi a vicenda e si ritirarono, tra la delusione dei tanti immigrati italiani in Olanda.

### 1949-1954: gli ultimi anni

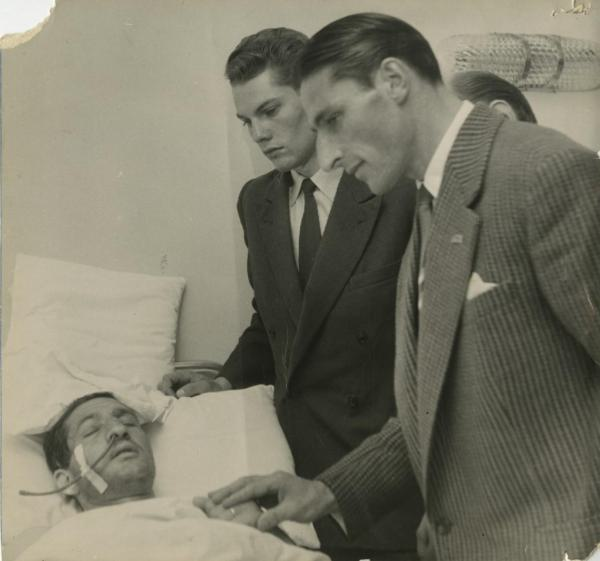
Bartali ricoverato alla clinica San Camillo di Milano, a seguito del grave incidente occorsogli nell'ottobre del 1953

Nel 1949 Bartali lasciò la Legnano per lanciare la sua squadra, la Bartali. In stagione giunse secondo nel Giro d'Italia vinto da Coppi e, con la maglia azzurra, aiutò poi l'"Airone" nella vittoria al Tour de France, giungendo egli stesso secondo.
Nella prima parte del 1950 vinse una terribile Milano-Sanremo, corsa sotto il diluvio, e il Giro di Toscana, oltre a una tappa al Giro d'Italia, in cui chiuse secondo alle spalle di Hugo Koblet, primo straniero capace di vincere la "Corsa rosa". Al successivo Tour de France, mentre Magni conduceva la corsa, Bartali decise invece di ritirarsi insieme alla squadra a causa dell'aggressione subita dai tifosi francesi sul Col d'Aspin nel corso dell'undicesima tappa. Profondamente cattolico, nello stesso anno 1950 fece una donazione di circa 100 000 pesetas per contribuire a continuare i lavori della Sagrada Família a Barcellona.
Quarto nei Tour de France del 1951, vinto da Koblet, e del 1952, in cui aiutò Coppi a vincere, conquistò a trentotto anni il suo ultimo grande titolo, il campionato italiano a punti, anche grazie ai successi parziali al Giro dell'Emilia e al Giro della Provincia di Reggio Calabria. Nell'ottobre 1953, dopo avere vinto tra maggio e giugno il Giro dell'Emilia e il Giro di Toscana, fu vittima a Cermenate di un incidente automobilistico che rischiò di fargli perdere la gamba destra per gangrena. Dopo pochi mesi, però, rientrò in scena alla Milano-Sanremo 1954: anche se non colse un grande risultato, la folla fu tutta per lui.
Volle concludere la sua attività da professionista a Città di Castello, dove durante la guerra aveva passato diversi mesi da sfollato protetto dalla popolazione: fu creato un circuito apposta per l'occasione il 28 dicembre 1954.

## Dopo il ritiro

Un ottantatreenne Bartali (a sinistra) al Giro d'Italia 1997, mentre insieme all'altro ex ciclista Francesco Moser (a destra) onora la maglia rosa dell'edizione, Ivan Gotti (al centro)

Nel 1959 intraprese la carriera di dirigente, fondando la squadra San Pellegrino Sport, nella quale ingaggiò il "Campionissimo" Fausto Coppi, allora in declino, con l'obiettivo di rilanciarlo. Nella circostanza Coppi invitò il suo ex rivale e ora caposquadra nel famoso viaggio in Alto Volta che avrebbe finito per costargli la vita, ma Bartali rinunciò, volendo passare i momenti liberi da gare con la famiglia, composta dall'amata moglie Adriana Bani (sposata nel 1940 a Firenze) e da tre figli, Andrea, Luigi e Bianca, con i quali era solito trascorrere le estati nella montagna di Pistoia, nel piccolo paese di Spignana.
Conclusa anche l’esperienza di dirigente nel 1971, negli anni e decenni seguenti Bartali rimase nel mondo del ciclismo professionistico come ambasciatore dello sport. Con l'avanzare dell'età e il declino delle sue condizioni di salute (era infatti stato fumatore e dagli anni 1990 soffrì di problemi cardiaci, che lo costrinsero a una delicata operazione di bypass coronarico e per l'impianto di un pacemaker), dovette tuttavia condurre una vita sempre più ritirata, risiedendo perlopiù a Castelnuovo di Garfagnana, con accanto a sé la moglie, la figlia Bianca, il genero e un nipote.
Trovatosi in condizioni di ristrettezza economica (circostanza sulla quale mantenne grande riservatezza), fu indicato tra i possibili beneficiari di un vitalizio ai sensi della legge Bacchelli, che al tempo era rivolta anche a ex sportivi; venutone a conoscenza, oppose un rifiuto in una lettera all'attenzione della presidenza del Consiglio dei Ministri, dichiarando che il provvedimento sarebbe stato ingiusto nei confronti dei compagni di squadra coi quali aveva condiviso le fatiche sportive.
Nel 1992 debuttò come conduttore televisivo, conducendo in coppia con Sergio Vastano Striscia la notizia su Canale 5.
Morì per un attacco di cuore nel primo pomeriggio del 5 maggio 2000, all'età di 85 anni, nella sua casa di piazza Cardinale Elia Dalla Costa a Firenze. Riposa nel cimitero di Ponte a Ema, suo paese natale.

## L'attività a favore degli ebrei
(Gino Bartali)

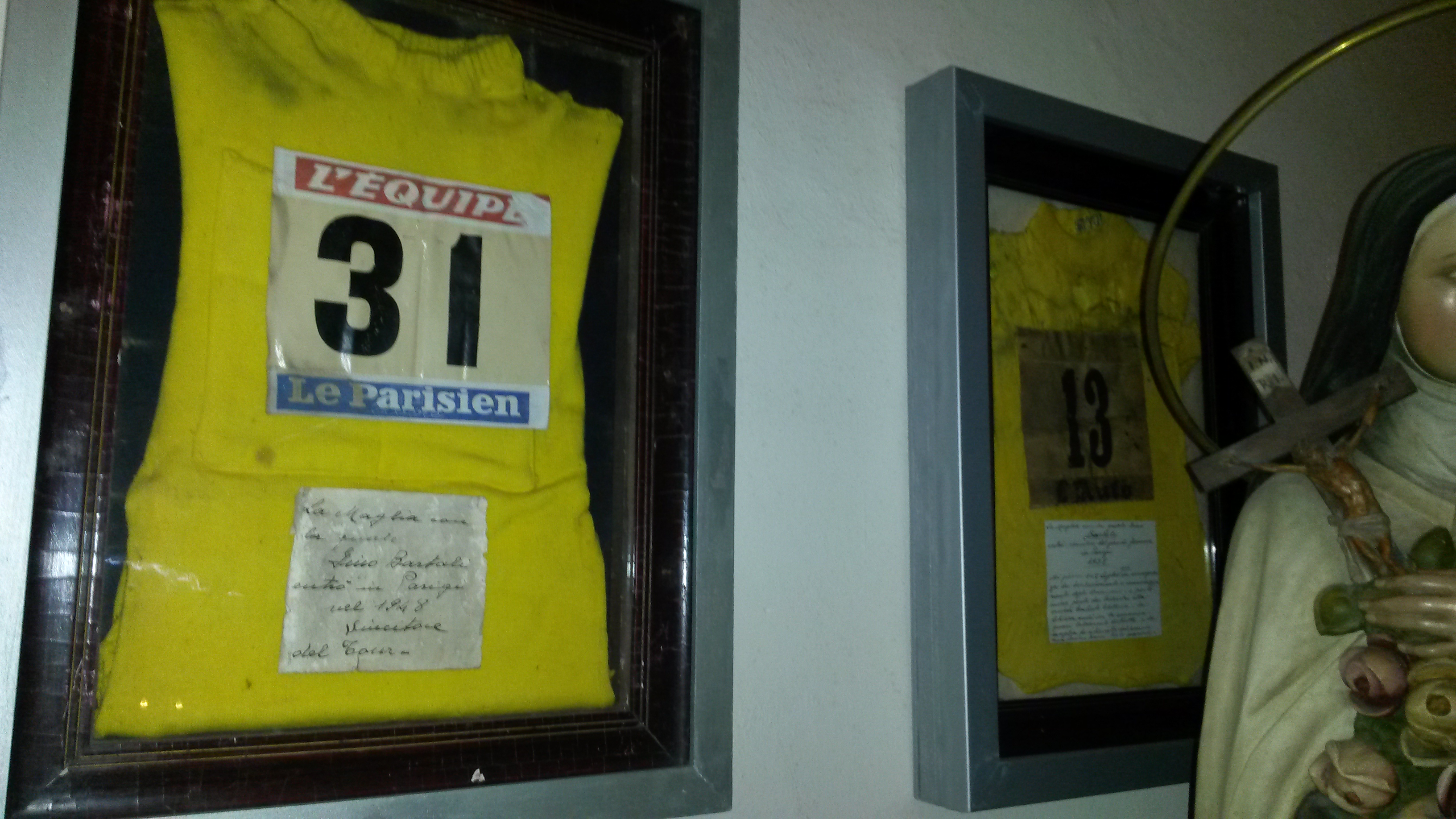
Due maglie gialle indossate da Gino Bartali durante le vittorie del Tour de France sono custodite nella chiesa di Santa Petronilla a Siena

Secondo alcune fonti che circolano dalla fine degli anni '70, Bartali trasportò, all'interno della sua bicicletta, dei documenti falsi per aiutare gli ebrei ad avere una nuova identità. Questa attività sarebbe nata dalla sua collaborazione con l'organizzazione clandestina DELASEM, che a Firenze era diretta dal rabbino Nathan Cassuto e dall'arcivescovo della città Elia Dalla Costa. Nell'aprile del 2006 il Presidente della Repubblica Carlo Azeglio Ciampi consegnò alla vedova di Bartali, Adriana, la medaglia d'oro al valore civile (postuma) allo scomparso campione per avere aiutato e salvato molti ebrei durante la seconda guerra mondiale.
Un primo dossier relativo alle attività di Bartali in favore degli ebrei fu consegnato allo Yad Vashem nel 2006, con lo scopo di avviare la procedura di riconoscimento di Giusto tra le nazioni. Il plico conteneva la testimonianza della vedova di Bartali, secondo la quale il marito aveva collaborato con il cardinale Dalla Costa, e quella del figlio Andrea, al quale il padre raccontò dettagliatamente i salvataggi compiuti. Lo Yad Vashem, tuttavia, rifiutò la richiesta per mancanza di prove.
Nel 2010 la psicologa e politica Sara Funaro e Andrea Bartali cominciarono la ricerca di testimonianze dirette di queste operazioni. Già erano note le versioni di alcune suore del monastero di San Quirico di Assisi, incontrate da Riccardo Nencini (nipote di Gastone Nencini) e da Andrea Bartali stesso. La prima testimonianza fu quella di Giulia Donati, la cui famiglia ottenne dei documenti falsi da Bartali in persona, cui si aggiunse quella di Renzo Ventura. In seguito si venne a sapere che Bartali, durante gli ultimi mesi dell'occupazione tedesca, diede ospitalità alla famiglia di ebrei istriani dei Goldenberg in una cantina di sua proprietà. La testimonianza di Giorgio Goldenberg si rivelò determinante e il 7 luglio 2013 Bartali venne dichiarato Giusto tra le nazioni dallo Yad Vashem. Nella motivazione, resa pubblica il 23 settembre, si legge:

Gino Bartali al Giro di Lombardia 1988 saluta dal palco d'onore

Nella motivazione, inoltre, viene spiegato che, finita la guerra, Bartali confessò ad una parente del rabbino Cassuto il ruolo avuto nella distribuzione dei documenti contraffatti, ma che non volle che le sue parole fossero registrate. Bartali, effettivamente, non raccontò mai pubblicamente questi avvenimenti, ma lo disse solo al figlio Andrea e ad alcuni amici, raccomandandosi di mantenere il segreto. Verso la fine della sua vita ne parlò a Marcello Lazzerini e Romano Beghelli, che riportarono le sue parole nella biografia La leggenda di Bartali, pubblicata nel 1992.
Il 30 gennaio 2006 è stato piantato un albero in onore di Gino Bartali nel Giardino dei Giusti di Firenze. Il 2 ottobre 2011 ne è stato piantato uno nel Giardino dei Giusti del Mondo di Padova.
Nel 2017 lo studioso Michele Sarfatti, in un articolo sul suo sito web, ha messo in dubbio la veridicità di questa ricostruzione, giudicando la fonte originaria dell'informazione inattendibile e probabilmente opera di fantasia; la notizia si sarebbe poi ampiamente diffusa nell'opinione pubblica a partire da tale fonte e viene citata anche da fonti successive ritenute autorevoli. A questi ha replicato Sergio Della Pergola, membro della commissione per i Giusti tra le nazioni, contestando il fatto che Sarfatti abbia ignorato le numerose testimonianze disponibili, concentrandosi esclusivamente sulla fonte più fragile e meno attendibile. Alla controversia si sono aggiunti Marco e Stefano Pivato che, con il libro L’ossessione della memoria pubblicato nel 2021, hanno nuovamente messo in dubbio la ricostruzione fatta dallo Yad Vashem. Della Pergola e la famiglia Bartali hanno ulteriormente replicato, ribadendo la serietà delle ricerche eseguite. Inoltre Joel Zisenwine, direttore del dipartimento Giusti tra le Nazioni, ha ricordato in un comunicato stampa che è stata una commissione esterna e autonoma a Yad Vashem ad esaminare accuratamente le prove, che nel caso di Gino Bartali consistevano in «molteplici testimonianze di sopravvissuti» raccolte dopo un lungo processo di ricerca.
Il 16 maggio 2017, alla vigilia della partenza dell'undicesima tappa del Giro d'Italia (da Ponte a Ema a Bagno di Romagna), la squadra israeliana di ciclismo Israel Cycling Academy ha organizzato una corsa con partenza dalla stessa Ponte a Ema fino ad Assisi, sullo stesso tragitto che "Ginettaccio" percorse molte volte per aiutare gli ebrei perseguitati.
Il 22 aprile 2018 il portavoce di Yad Vashem, Simmy Allen, confermò la notizia secondo la quale Gino Bartali aveva ricevuto la nomina postuma a cittadino onorario di Israele, conferitagli nel corso di una cerimonia alla presenza della nipote Gioia Bartali, tenutasi il 2 maggio dello stesso anno, due giorni prima della partenza del Giro d'Italia da Gerusalemme.

## Presenza nel mondo dello spettacolo

Gino Bartali conduce Striscia la notizia nel gennaio del 1992

Sia durante che dopo la carriera sportiva, Gino Bartali fu protagonista di varie apparizioni in contesti d'intrattenimento e spettacolo: in campo musicale, nel 1959 prese parte,  insieme a Fausto Coppi, a una puntata de Il Musichiere, sia duettando con lui in alcune canzoni, sia sfidandolo in prove goliardiche. Quattro anni dopo, nel 1963, collaborò con Narciso Parigi nell'incisione di una serie di quattro dischi 45 giri EP, dove ogni canzone veniva anticipata da un dialogo divertente tra Bartali e lo stornellatore.
In età più avanzata, dal 6 al 18 gennaio 1992 affiancò Sergio Vastano alla conduzione del tg satirico di Canale 5 Striscia la notizia (ingaggiato, secondo alcune fonti, su interessamento di Antonio Ricci, che intese così aiutarlo avendo appreso delle sue difficoltà economiche); attorno al 1996 comparve poi nel programma di Rai International Viva Carnera, dove duettò con Renzo Arbore eseguendo il brano Sulla carrozzella di Odoardo Spadaro.
Nel cinema, Bartali interpretò sé stesso nei film Totò al Giro d'Italia (1948) e Femmine di lusso (1960).
Vari furono altresì gli omaggi che gli furono tributati, sia in vita che postumi: nel 1995 la RAI produsse una fiction in due puntate sulla vita di Fausto Coppi, intitolata Il grande Fausto, con anche molti riferimenti a Bartali (interpretato da Simon de La Brosse); la radiotelevisione pubblica italiana incentrò poi sul campione toscano la miniserie Gino Bartali - L'intramontabile (2006, con Pierfrancesco Favino) e i documentari Gino Bartali: il campione e l'eroe (2016, ideato da Massimiliano Boscariol) e Il Vecchio e il Tour (2018, a settant'anni dalla sua storica vittoria al Tour de France).
Tra gli omaggi più noti in campo musicale vi è la canzone Bartali del cantautore astigiano Paolo Conte, che la pubblicò nell'album Un gelato al limon; essa venne poi ripresa da Enzo Jannacci nell'album Foto ricordo.

## Palmarès
- 1933 (dilettanti)

Bologna-Raticosa
Coppa Romolo Lazzaretti
- 1934 (S.S. Aquila, tre vittorie)

Giro del Casentino
Bassano-Monte Grappa
Coppa Bologna
- 1935 (S.S. Aquila & Fréjus, dodici vittorie)

7ª tappa Giro d'Italia (Porto Civitanova > L'Aquila)
1ª tappa Reus-Barcellona-Reus (Reus > Barcellona)
2ª tappa Reus-Barcellona-Reus (Circuito del Montjuïc)
Classifica generale Reus-Barcellona-Reus
1ª tappa Circuit du Midi (Tolosa > Millau)
2ª tappa Giro dei Paesi Baschi (Vitoria > Pamplona)
3ª tappa Giro dei Paesi Baschi (Pamplona > Bayonne)
5ª tappa Giro dei Paesi Baschi (San Sebastián > Bilbao)
Classifica generale Giro dei Paesi Baschi
Giro delle Due Province di Messina (valido come una delle prove del Campionato italiano)
Coppa Bernocchi (valida come una delle prove del Campionato italiano)
Campionato italiano, Prova a punti
- 1936 (Legnano, sei vittorie)

Giro della Provincia di Milano (con Learco Guerra)
9ª tappa Giro d'Italia (Campobasso > L'Aquila)
19ª tappa Giro d'Italia (Riva del Garda > Gardone)
20ª tappa Giro d'Italia (Gardone > Salsomaggiore)
Classifica generale Giro d'Italia
Giro di Lombardia
- 1937 (Legnano, otto vittorie)

9ª tappa Giro d'Italia (Rieti > Terminillo)
12ª tappa Giro d'Italia (Napoli > Foggia)
19ª tappa Giro d'Italia (Vittorio Veneto > Merano)
20ª tappa Giro d'Italia (Merano > Gardone)
Classifica generale Giro d'Italia
7ª tappa Tour de France (Aix-les-Bains > Grenoble)
Giro del Lazio (valido come Campionato italiano, Prova in linea)
Giro del Piemonte
- 1938 (Legnano, cinque vittorie)

Giro della Provincia di Milano (con Pierino Favalli)
Tre Valli Varesine
11ª tappa Tour de France (Montpellier > Marsiglia, con la Nazionale italiana)
14ª tappa Tour de France (Digne > Briançon, con la Nazionale italiana)
Classifica generale Tour de France (con la Nazionale italiana)
- 1939 (Legnano, nove vittorie)

Giro della Provincia di Milano (con Pierino Favalli)
Milano-Sanremo
Giro di Toscana
2ª tappa Giro d'Italia (Torino > Genova)
11ª tappa Giro d'Italia (Forlì > Firenze)
17ª tappa Giro d'Italia (Cortina d'Ampezzo > Trento)
19ª tappa Giro d'Italia (Sondrio > Milano)
Giro del Piemonte
Giro di Lombardia
- 1940 (Legnano, dieci vittorie)

Giro della Provincia di Milano (con Pierino Favalli)
2ª tappa Gran Premio Leptis Magna (Homs > Tripoli)
Milano-Sanremo (valida come una delle prove del Campionato italiano)
Giro di Toscana (valido come una delle prove del Campionato italiano)
17ª tappa Giro d'Italia (Pieve di Cadore > Ortisei)
19ª tappa Giro d'Italia (Trento > Verona)
Giro di Campania (valido come una delle prove del Campionato italiano)
Gran Premio di Roma (valido come una delle prove del Campionato italiano)
Giro di Lombardia (valido come una delle prove del Campionato italiano)
Campionato italiano, Prova a punti
- 1941 (Legnano, una vittoria)

Coppa Marin
- 1942 (Legnano, due vittorie)

Gran Premio di Milano
Giro d'Italia di guerra, Prova a punti
- 1945 (Legnano, tre vittorie)

1ª tappa Giro delle Quattro Provincie del Lazio (Roma > L'Aquila)
Classifica generale Giro delle Quattro Provincie del Lazio
Giro di Campania
- 1946 (Legnano, nove vittorie)

Trofeo Matteotti
Campionato di Zurigo
Classifica generale Giro d'Italia
1ª tappa Giro di Svizzera (Zurigo > Basilea)
5ª tappa Giro di Svizzera (Zugo > Lugano)
6ª tappa Giro di Svizzera (Lugano > Arosa)
8ª tappa Giro di Svizzera (San Gallo > Zurigo)
Classifica generale Giro di Svizzera
Grand Prix de Bassecourt
- 1947 (Legnano, sette vittorie)

Milano-Sanremo
3ª tappa, 2ª semitappa Giro di Romandia (Bassecourt > Le Locle)
2ª tappa Giro d'Italia (Torino > Genova)
16ª tappa Giro d'Italia (Vittorio Veneto > Pieve di Cadore)
1ª tappa Giro di Svizzera (Vaduz > Davos)
2ª tappa Giro di Svizzera (Davos > Bellinzona)
Classifica generale Giro di Svizzera
- 1948 (Legnano, dieci vittorie)

Giro di Toscana (valido come una delle prove del Campionato italiano)
Campionato di Zurigo
1ª tappa Tour de France (Parigi > Trouville, con la Nazionale italiana)
7ª tappa Tour de France (Bordeaux > Lourdes, con la Nazionale italiana)
8ª tappa Tour de France (Lourdes > Tolosa, con la Nazionale italiana)
13ª tappa Tour de France (Cannes > Briançon, con la Nazionale italiana)
14ª tappa Tour de France (Briançon > Aix-les-Bains, con la Nazionale italiana)
15ª tappa Tour de France (Aix-les-Bains > Losanna, con la Nazionale italiana)
19ª tappe Tour de France (Metz > Liegi, con la Nazionale italiana)
Classifica generale Tour de France (con la Nazionale italiana)
- 1949 (Bartali, quattro vittorie)

1ª tappa, 2ª semitappa Giro di Romandia (Metz > Liegi)
2ª tappa Giro di Romandia (Metz > Liegi)
Classifica generale Giro di Romandia
16ª tappa Tour de France (Cannes > Briançon, con la Nazionale italiana)
- 1950 (Bartali, quattro vittorie)

Milano-Sanremo
Giro di Toscana
9ª tappa Giro d'Italia (Vicenza > Bolzano)
11ª tappa Tour de France (Pau > Saint-Gaudens, con la Nazionale italiana)
- 1951 (Bartali, quattro vittorie)

Gran Premio Industria di Belmonte-Piceno
Giro del Piemonte
- 1952 (Bartali, quattro vittorie)

2ª tappa Roma-Napoli-Roma (Caserta > Salerno)
Giro dell'Emilia (valido come una delle prove del Campionato italiano)
Giro della Provincia di Reggio Calabria (valido come una delle prove del Campionato italiano)
Campionato italiano, Prova a punti
- 1953 (Bartali, due vittorie)

Giro dell'Emilia
Giro di Toscana

### Altri successi
- 1935 (Fréjus)

Classifica scalatori Giro d'Italia
- 1936 (Legnano)

Classifica scalatori Giro d'Italia
- 1937 (Legnano)

5ª tappa, 1ª semitappa Giro d'Italia (Viareggio > Marina di Massa, cronosquadre)
Classifica scalatori Giro d'Italia
- 1938 (Legnano)

Classifica scalatori Tour de France (con la Nazionale italiana)
- 1939 (Legnano)

Classifica scalatori Giro d'Italia
- 1940 (Legnano)

Classifica scalatori Giro d'Italia
- 1946 (Legnano)

Classifica scalatori Giro d'Italia
- 1947 (Legnano)

Classifica scalatori Giro d'Italia
- 1948 (Legnano)

Classifica scalatori Tour de France (con la Nazionale italiana)

## Piazzamenti

### Grandi Giri
- Giro d'Italia

1935: 7º
1936: vincitore
1937: vincitore
1939: 2º
1940: 9º
1946: vincitore
1947: 2º
1948: 8º
1949: 2º
1950: 2º
1951: 10º
1952: 5º
1953: 4º
1954: 13º
- Tour de France

1937: ritirato
1938: vincitore
1948: vincitore
1949: 2º
1950: ritirato
1951: 4º
1952: 4º
1953: 11º

### Classiche monumento
- Milano-Sanremo

1935: 4º
1936: 23º
1938: 7º
1939: vincitore
1940: vincitore
1941: 12º
1942: 11º
1943: 5º
1946: 4º
1947: vincitore
1948: 29º
1949: 15º
1950: vincitore
1951: 27º
1952: 37º
1953: 34º
1954: 13º
- Liegi-Bastogne-Liegi

1951: 6º
- Giro di Lombardia

1935: 3º
1936: vincitore
1937: 2º
1938: 2º
1939: vincitore
1940: vincitore
1941: 9º
1942: 2º
1945: 3º
1947: 2º
1950: 31º
1951: 11º
1952: 36º

### Competizioni mondiali
- Campionati del mondo

Berna 1936 - In linea: 7º
Valkenburg 1938 - In linea: ritirato
Zurigo 1946 - In linea: 12º
Valkenburg 1948 - In linea: ritirato
Moorslede 1950 - In linea: ritirato
Varese 1951 - In linea: 9º
Lussemburgo 1952 - In linea: 10º

## Riconoscimenti
- Premio Sport del Comune di Camaiore nel 1983
- Premio Ciclismo Vita Mia nel 1990
- Inserito nella Top 25 della Cycling Hall of Fame
- Nel maggio 2015, una targa dedicata a Bartali fu inserita nella Walk of Fame dello sport italiano al parco olimpico del Foro Italico a Roma, riservata agli ex-atleti italiani che si sono distinti in campo internazionale.[60][61]